# Дурбанский технологический университет
Дурбанский технологический университет, англ. Durban University of Technology, (DUT) находится в провинции Квазулу-Натал, ЮАР. Образован в 2002 г. в результате слияния Техникона Натал и Техникона имени М. Л. Султана. Ранее был известен под названием Дурбанский технологический институт, англ. Durban Institute of Technology.

## Структура
Имеет 4 кампуса в Дурбане и 2 в Питермарицбурге. В 2005 г. в нём числилось около 20 000 студентов. В 2007 г. в нём числилось 22702 студентов, из которых 19007 учились на полную смену и 3695 — по совместительству. Из них 22381 были гражданами ЮАР, 243 из других стран южноафриканского таможенного союза и 78 из прочих стран.

## Рейтинг
В 2010 г. по рейтингу Вебометрика университет занимал 14 место среди университетов ЮАР, и 4050-е в мире.